# Spintariskop
Spintariskop (grčki spinter znači iskra) je prvi mjerni instrument za promatranje radioaktivnih zraka i konstruirao ga je William Crookes 1903. On se sastoji od metalnog valjka duljine oko 40 mm, na čijem dnu se nalazi fluorescentni zaslon prevučen slojem scintilatora cinkovog sulfida (ZnS). Scintilacije nastaju zbog toga što alfa-čestice, kao i druge vrste ionizirajućeg zračenja, nailazeći na atome cinkovog sulfida predaju im svoju energiju. Zbog toga atomi se pobuđuju, te zrače luminiscentnu svjetlost. Na taj način pri svakom udaru alfa-čestice ili neke druge ionizirajuće čestice na zaslonu se pojavi bljesak svjetlosti u vidu iskre koja se odmah ugasi.

## Način rada
Na samom zaslonu ili na maloj dršci, koja se nalazi na udaljenosti oko 1 mm od zaslona u unutrašnjosti valjka, stavlja se vrlo mala količina radioaktivne tvari (na primjer radijeva sol). Na drugom kraju cijevi nalazi se malo uži valjak, na čijem se slobodnom kraju nalazi staklena leća koja ima ulogu povećala. Alfa-čestice iz radijeve soli udaraju u zaslon i sloj cinkovog sulfida, te izazivaju svjetlucanje iskrica (scintilacije) koje promatrač vidi odvojeno kad gleda kroz staklenu leću. Valjak s lećom se može uvlačiti ili izvlačiti iz većeg cilindra, tako da promatrač može namjestiti najbolji pogled na scintilacije.
Uvidjelo se da spintariskop može poslužiti ne samo kao detektor ionizirajućeg zračenja, već i kao brojač. U tom slučaju, treba poznavati točnu količinu radioaktivne tvari koja se promatra. Tada broj izbrojanih iskrica u određenom vremenskom periodu određuje broj raspada atomskih jezgri. Scintilacije možemo vidjeti i na ručnim satovima koji su presvučeni slojem tricija ili radija, pa mogu svijetliti u mraku (beta svjetlost).